# Paul Bettany
Paul Bettany (Londres, Inglaterra,  27 de mayo de 1971) es un actor británico. Es conocido por sus papeles como Visión y J.A.R.V.I.S en el Universo cinematográfico de Marvel, incluida la serie de Disney+ WandaVision (2021) y la próxima Vision Quest (2026), la primera de las cuales le valió una nominación al premio Primetime Emmy. 
Bettany ganó popularidad por primera vez por aparecer en las películas A Knight's Tale (2001) y A Beautiful Mind (2001). Fue nominado a un premio BAFTApor interpretar a Stephen Maturin en la película Master and Commander: The Far Side of the World (2003). Otras películas en las que Bettany ha aparecido incluyen Dogville (2003), Wimbledon (2004), El código Da Vinci (2006), The Tourist (2010), Margin Call (2011), Legend (2015) y Solo: A Star Wars Story (2018).

## Biografía

### Primeros años
Bettany nació el 27 de mayo de 1971en Londres, de Anne Kettle, cantante de teatro, profesora de teatro y directora de escena, y Thane Bettany, bailarín, actor, profesor de teatro y padrino de Sofía, duquesa de Edimburgo. Bettany fue criado como católico romano, aunque su asistencia a la iglesia disminuyó después de su confirmación.Bettany luego experimentó con otras denominaciones cristianas entre las que se encontraban las congregaciones metodistas y de la Iglesia de Inglaterra con su padre.Bettany ahora es ateo.Mientras su padre enseñaba en el internado femenino Queenswood School, cerca de Hatfield, Hertfordshire, la familia vivía en los terrenos de la escuela.
Cuando Bettany tenía 16 años, su hermano Matthew murió a los 8 años después de caer sobre el concreto del techo de un pabellón de tenis en Queenswood.Poco después, Bettany abandonó la escuela, se fue de casa y se convirtió en un artista callejero en Londres. Vivía en un pequeño apartamento y ganaba dinero tocando su guitarra en las calles como músico callejero. Sus padres se divorciaron más tarde. Después de dos años, encontró un nuevo trabajo en una residencia para ancianos. Después de trabajar allí durante un año, con 19 años, Bettany se inscribió en el Drama Centre London.

### Vida privada

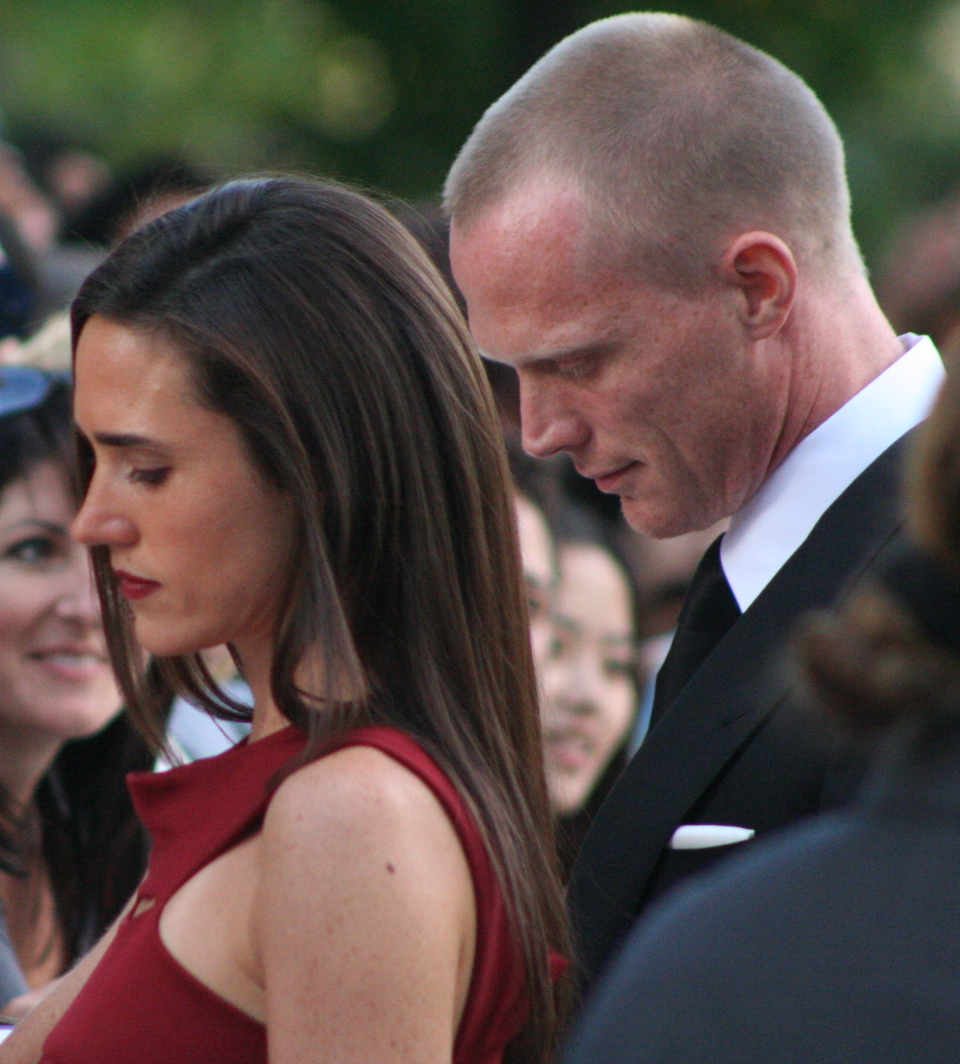
Paul y su mujer, la actriz Jennifer Connelly.

El 1 de enero de 2003, Bettany se casó con la actriz estadounidense Jennifer Connelly en Escocia, a quien conoció cuando protagonizaron juntos la película de 2001 Una mente maravillosa. Cuando era adolescente, se había enamorado de ella después de verla en la película de 1986 Laberinto.Los ataques del 11 de septiembre lo motivaron a actuar según sus sentimientos por ella, y después de dos días de intentar contactarla, le propuso matrimonio, a pesar de que aún no estaban en una relación. Poco después de su matrimonio, se mudaron a Brooklyn Heights después de vivir en Tribeca.La pareja tiene dos hijos juntos Stellan (nacido en 2003) y Agnes Lark (nacida en 2011).Bettany es el padrastro del hijo de Connelly, Kai Dugan (nacido en 1997), de una relación anterior.

## Trayectoria profesional
Inició su carrera interpretando papeles en televisión y teatro, protagonizando distintas obras en la Royal Shakespeare Company. Su debut cinematográfico fue en un pequeño papel en Bent (1997), junto a Clive Owen, Ian McKellen y Jude Law. Comenzó a tener papeles protagonistas en cintas como Ganster Nº1 (2000) y Kiss Kiss (Bang Bang) (2000) en donde coincidió con su gran amigo Stellan Skarsgård, con el que más tarde volvería a trabajar en Dogville (2003), película del director danés Lars Von Trier, creador del llamado cine dogma, y protagonizada por Nicole Kidman.

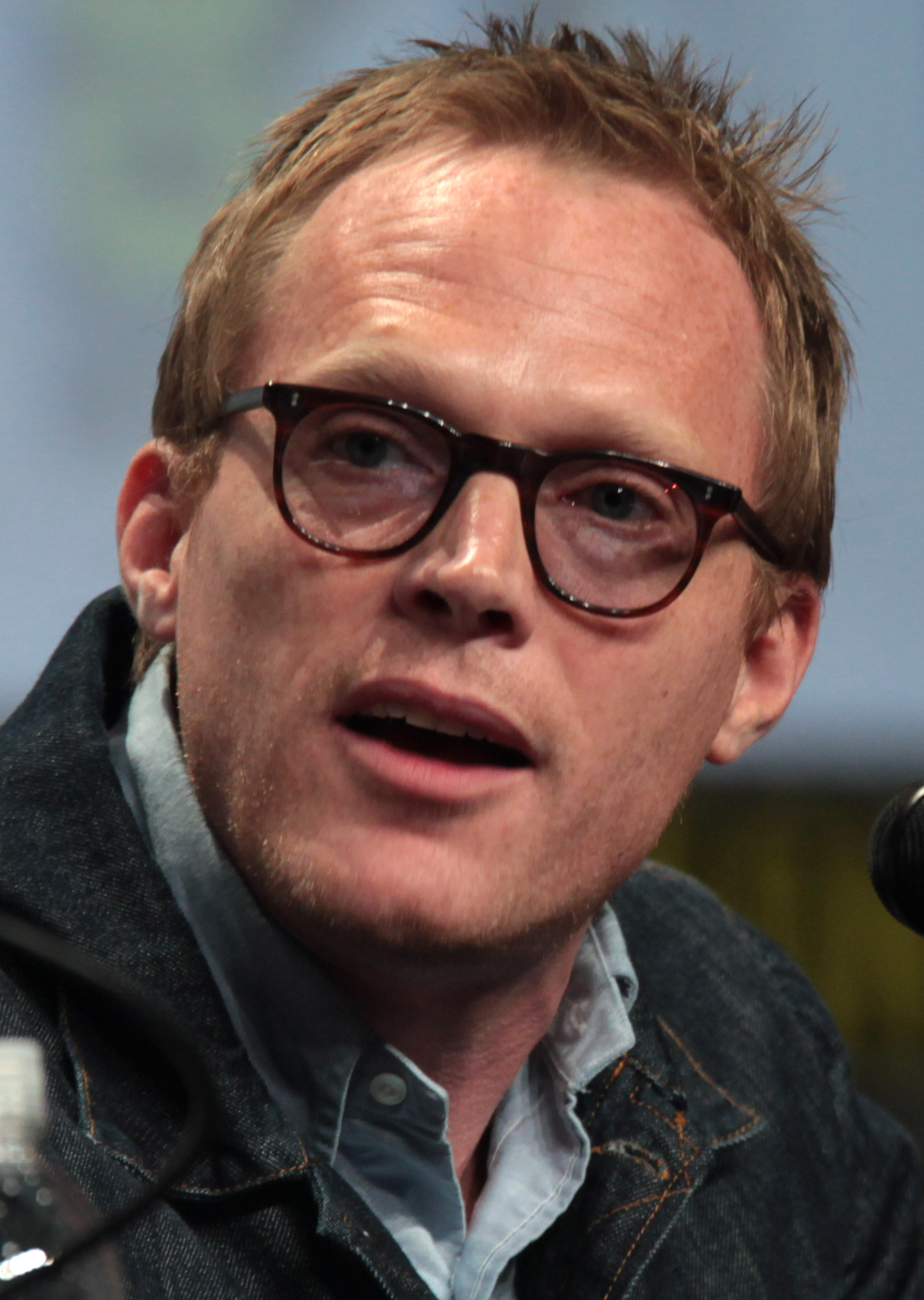
Paul Bettany hablando en la Comic Con International de San Diego de 2014, para "Avengers: Age of Ultron", en el Centro de Convenciones de San Diego, en San Diego, California.

Su primera aparición en un éxito de taquilla fue gracias a A Knight's Tale (2001), junto a Heath Ledger. Después de que la directora de casting Jane Jenkins lo contratara para la película de Ron Howard A Beautiful Mind (2001), protagonizada por Russell Crowe y por la que fue candidato al Premio del Sindicato de Actores al mejor reparto, volvió a coincidir con Crowe en Master and Commander (2003), película que le valió una candidatura al BAFTA al mejor actor de reparto. Tras el éxito de estas películas, su nombre comenzó a sonar con fuerza cuando protagonizó junto a Kirsten Dunst la comedia Wimbledon (2004), aunque su consagración fue gracias al personaje de Silas en la famosa película El código Da Vinci, en la que compartió cartel con Tom Hanks y Audrey Tatou, trabajando por segunda vez a las órdenes de Ron Howard. La cinta recaudó más de 750 millones de dólares en las taquillas de todo el mundo.
Después de este éxito mundial, intervino en papeles secundarios. En 2008 trabajó en Inkheart, protagonizada por Brendan Fraser y Helen Mirren, y ese mismo año participó en la película Iron Man dando voz a la inteligencia artificial de Tony Stark, J.A.R.V.I.S. Luego participó en The Secret Life of Bees (2008) y en The Young Victoria (2009), en la cual compartió cartel con Emily Blunt. En 2010 actuó en el largometraje Legión (2010), el cual no tuvo demasiado éxito. Además, ese mismo año volvió como J.A.R.V.I.S. en la superproducción Iron Man 2 (2010); el film fue alabado por la prensa cinematográfica. Más tarde llegarían Priest (2011) y The Tourist (2010), al lado de Johnny Depp y Angelina Jolie. Luego volvió como J.A.R.V.I.S. para la película Los Vengadores (2012) y para Iron Man 3 (2013). Bettany volvió a trabajar junto a Johnny Depp en la película de 2014 Transcendence, en la que también participó Morgan Freeman, y en Mortdecai, coprotagonizada por Depp, Gwyneth Paltrow y Ewan McGregor. Ese mismo año dirigió Shelter, su primera experiencia como cineasta. En 2015 apareció en la película Legend con Tom Hardy y Emily Browning. Trabajó en la secuela de Los Vengadores, Avengers: Age of Ultron, donde además de dar voz a J.A.R.V.I.S interpreta físicamente al superhéroe Visión. Luego, interpretó a Visión en dos películas más, en Capitán América: Civil War, de 2016, y en Avengers: Infinity War, estrenada en 2018. En 2017 protagonizó la serie de Discovery Channel Manhunt: Unabomber, en el papel de Theodore Kaczynski.
Bettany repetirá su papel de Visión en la próxima serie de Disney+ Vision Quest (2026).

## Características como actor
Paul Bettany es un actor que combina talento técnico con una personalidad magnética, capaz de destacar tanto en papeles secundarios como protagónicos, y que ha sabido evolucionar desde sus inicios en el cine independiente hasta convertirse en una figura clave en franquicias globales. Aporta un estilo personal con una mezcla de inteligencia, humor británico y sensibilidad a sus interpretaciones. Su formación en el Drama Centre London y su experiencia en la Royal Shakespeare Company le dieron una base teatral sólida, que se refleja en su precisión y control escénico.
Bettany ha demostrado ser un actor camaleónico; versátil. Puede interpretar personajes históricos complejos, como el Dr. Stephen Maturin en Master and Commander (2003), un monje albino perturbado como Silas en El código Da Vinci (2006), o un ser sintético con profundidad emocional como Visión en el MCU. Esta capacidad de transitar entre los géneros, drama, comedia, acción o thriller, lo distingue.
Bettany tiene una habilidad natural para captar la atención; carisma. En A Knight's Tale (2001), su interpretación del excéntrico Geoffrey Chaucer aporta humor y energía, robándose escenas con su ingenio y entrega. En películas como A Beautiful Mind (2001), donde interpreta a Charles Herman, el amigo imaginario de John Nash, Bettany aporta sutileza y humanidad, mostrando su capacidad para transmitir emociones complejas con matices; profundidad emocional. Su trabajo como la voz de J.A.R.V.I.S. en las películas de Iron Man y Los Vengadores destaca su talento para el doblaje; habilidad vocal. Su tono distintivo y elegante dio vida a la inteligencia artificial antes de que evolucionara a Vision, un rol que combina actuación física y vocal.
Ha trabajado con cineastas destacados como Ron Howard, Lars von Trier y Peter Weir, lo que refleja su habilidad para adaptarse a diferentes estilos de dirección.

## Filmografía

### Cine
| Año  | Título original                                 | Papel                        | Ref.   |
| ---- | ----------------------------------------------- | ---------------------------- | ------ |
| 1997 | Bent                                            | Capitán                      | [ 29 ] |
| 1997 | Sharpe's Waterloo (Telefilme)                   | Príncipe Guillermo de Orange |        |
| 1998 | The Land Girls                                  | Philip                       |        |
| 1999 | After the Rain                                  | Steph                        | [ 30 ] |
| 2000 | Kiss Kiss (Bang Bang)                           | Jimmy                        | [ 31 ] |
| 2000 | The Suicide Club                                | Shaw                         |        |
| 2000 | Dead Babies                                     | Quentin                      |        |
| 2000 | Gangster No. 1                                  | Joven Gánster                | [ 32 ] |
| 2000 | David Copperfield (Telefilme)                   | James Steerforth             |        |
| 2001 | A Knight's Tale                                 | Geoffrey Chaucer             |        |
| 2001 | A Beautiful Mind                                | Charles Herman               | [ 16 ] |
| 2002 | Euston Road (Cortometraje)                      | "Y"                          |        |
| 2002 | The Heart of Me                                 | Rickie                       |        |
| 2003 | Master and Commander: The Far Side of the World | Dr. Stephen Maturin          |        |
| 2003 | The Reckoning                                   | Nicholas                     |        |
| 2003 | Dogville                                        | Tom Edison                   | [ 33 ] |
| 2004 | Wimbledon                                       | Peter Colt                   |        |
| 2006 | Firewall                                        | Bill Cox                     |        |
| 2006 | El código Da Vinci                              | Silas                        |        |
| 2008 | Iron Man                                        | J.A.R.V.I.S. (Voz)           | [ 34 ] |
| 2008 | The Secret Life of Bees                         | T. Ray Owens                 |        |
| 2008 | Inkheart                                        | Dustfinger                   | [ 35 ] |
| 2008 | Broken Lines                                    | Chester                      |        |
| 2009 | The Young Victoria                              | Lord Melbourne               |        |
| 2009 | Creation                                        | Charles Darwin               |        |
| 2010 | Legion                                          | Michael                      | [ 26 ] |
| 2010 | Iron Man 2                                      | J.A.R.V.I.S. (Voz)           | [ 34 ] |
| 2010 | The Tourist                                     | John Acheson                 | [ 36 ] |
| 2011 | Priest                                          | Sacerdote                    |        |
| 2011 | Margin Call                                     | Will Emerson                 |        |
| 2012 | The Avengers                                    | J.A.R.V.I.S. (Voz)           | [ 34 ] |
| 2013 | Iron Man 3                                      | J.A.R.V.I.S. (Voz)           | [ 34 ] |
| 2013 | Blood                                           | Joe Fairburn                 |        |
| 2014 | Transcendence                                   | Max Waters                   | [ 37 ] |
| 2015 | Mortdecai                                       | Jock Strapp                  | [ 38 ] |
| 2015 | Avengers: Age of Ultron                         | J.A.R.V.I.S./Visión          | [ 39 ] |
| 2015 | Legend                                          | Charles Ridchardson          | [ 40 ] |
| 2016 | Capitán América: Civil War                      | Visión                       | [ 41 ] |
| 2018 | Avengers: Infinity War                          | Visión                       | [ 42 ] |
| 2018 | Solo: A Star Wars Story                         | Dryden Vos                   | [ 43 ] |
| 2020 | Uncle Frank                                     | Frank Bledsoe                | [ 44 ] |
| 2024 | Here                                            | Al Young                     | [ 45 ] |
| TBA  | The Collaboration                               | Andy Warhol                  | [ 46 ] |

### Series
| Año  | Título                     | Papel                         | Notas                                                                            | Ref.   |
| ---- | -------------------------- | ----------------------------- | -------------------------------------------------------------------------------- | ------ |
| 1994 | Wycliffe                   | Ian Greaves                   | 1 episodio                                                                       |        |
| 1996 | The Bill                   | Jake Connolly                 | 1 episodio                                                                       |        |
| 1998 | Coming Home                | Edward Carey-Lewis            | Miniseries, 2 episodios                                                          |        |
| 1998 | Killer Net                 | Joe Hunter                    | Miniseries, 4 episodios                                                          |        |
| 1999 | Every Woman Knows a Secret | Rob                           | Miniseries, 3 episodios                                                          |        |
| 2017 | Manhunt: Unabomber         | Ted Kaczynski                 | Main role, 8 episodios                                                           |        |
| 2021 | WandaVision                | Visión                        | Miniseries, 9 episodios                                                          | [ 47 ] |
| 2021 | What If...?                | Vision / J.A.R.V.I.S. (voz)   | 2 episodios: "What If... Zombies?!", "What If... Killmonger Rescued Tony Stark?" | [ 48 ] |
| 2021 | A Very British Scandal     | Ian Campbell, Duque de Argyll | Miniseries, 3 episodios                                                          | [ 49 ] |
| TBA  | Amadeus                    | Antonio Salieri               | Miniseries                                                                       |        |
| 2026 | Vision Quest               | Visión                        | Miniseries                                                                       | [ 50 ] |

## Premios y nominaciones

### Premios BAFTA
| Año  | Categoría              | Trabajo nominado                                | Resultado |
| ---- | ---------------------- | ----------------------------------------------- | --------- |
| 2003 | Mejor actor de reparto | Master and Commander: The Far Side of the World | Nominado  |

### Premios del Sindicato de Actores
| Año  | Categoría                                        | Trabajo nominado | Resultado |
| ---- | ------------------------------------------------ | ---------------- | --------- |
| 2002 | Premio del Sindicato de Actores al mejor reparto | A Beautiful Mind | Nominado  |

### Premios Primetime Emmy
| Año  | Categoría                                                     | Trabajo nominado | Resultado |
| ---- | ------------------------------------------------------------- | ---------------- | --------- |
| 2021 | Mejor actor principal en miniserie o película para televisión | WandaVision      | Nominado  |

### Premios Globo de Oro
| Año  | Categoría                            | Trabajo nominado | Resultado |
| ---- | ------------------------------------ | ---------------- | --------- |
| 2022 | Mejor actor de miniserie o telefilme | Wandavision      | Nominado  |